# Georgij Semënovič Abašvili
Georgij Semënovič Abašvili (in russo Георгий Семёнович Абашвили?; Tbilisi, 8 gennaio 1910 – Leningrado, 26 settembre 1982) è stato un ammiraglio sovietico, conosciuto per aver comandato le forze navali sovietiche durante la crisi dei missili di Cuba.

## Biografia
Abašvili nacque a Tbilisi in Georgia allora parte dell'Impero russo. Si laureò all'accademia navale di Leningrado nel 1931 ed entrò nella Flotta del Baltico, con la quale servì durante la guerra d'inverno e la seconda guerra mondiale. Nel 1944, era vice-capo dello stato maggiore della Flotta del Baltico e allo stesso tempo comandò una divisione di cacciatorpediniere che ebbe un importante ruolo nello sbloccare l'assedio di Leningrado. Nel 1953 era un ufficiale anziano nella forza navale sovietica schierata in Polonia, e nel 1954 era presente nelle forze navali sovietiche schierate vicino alla Finlandia. Durante la crisi dei missili di Cuba del 1962, Abašvili era il secondo in comando del generale Issa Pliev ed era il comandante navale del gruppo di forze sovietiche a Cuba (operazione Anadyr). Secondo una fonte, Abašvili era contro l'immediato uso della forza durante la crisi cubana. È riferito che ritardò anche l'ordine di lancio nucleare durante il picco più alto delle tensioni e divenne una delle persone che contribuì a prevenire una guerra nucleare. Nelle stesso anno si ritirò dal servizio attivo e morì a causa di un ictus a Leningrado nel 1982.